# Zanat El Beida
Zanat El Beida è un comune dell'Algeria, situato nella provincia di Batna.